# Сутьєска (фільм)
«Сутьєска» або «П'ятий наступ» (серб. Сутјеска) — югославський кінофільм 1973 року, присвячений одному з найважливіших епізодів партизанської війни на Балканах — битві на Сутьєсці.

## Сюжет
Для знищення партизанської армії під командуванням Йосипа Броз Тіто німецьке командування в травні-червні 1943 року проводить операцію «Шварц». Партизанські війська оточені, співвідношення сил 6:1 на користь окупантів. Партизанам, серед яких багато поранених та хворих, необхідно вирватись з оточення та пробитись в гори Боснії. Вирішальна битва відбулась на ріці Сутьєска.

## В ролях
- Річард Бартон — Йосип Броз Тіто
- Люба Тадіч — Сава Ковачевич
- Велімір Бата Живоїнович  — Нікола
- Любіша Самарджич — партизан
- Ірині Паппа — партизанка
- Мілена Дравич — Віра
- Борис Дворнік — Далматинець
- Столе Аранджелович — Піп
- Реля Башич — капітан Стюарт
- Гюнтер Майснер — генерал Рудольф Лютерс
- Антон Діффрінг — генерал Александер Лер

## Нагороди
- Фільм брав участь в конкурсній програмі VIII Московського кінофестивалю 1973 року та отримав Спеціальний приз.
- Фильм отримав три національні призи Golden Arena кінофестивалю в Пулі — за найкращий фільм (Стіпе Деліч), найкращий сценарій (Бранімир Щепанович) та найкращого актора (Любіша Самарджич), а також приз Bronze Arena за режисуру (Стіпе Деліч).